# 晋元路
晋元路是中國上海市靜安区的一条道路。1914-1915年间筑，初名满洲路，与附近同时新辟的另外三条马路汉中路、蒙古路、新疆路，与租界的北西藏路，共同象征五族共和。1947年，上海市政府将四行仓库旁的满洲路，以抗日将领谢晋元名改名晋元路，以资纪念。1964年更名为晋源路。1985年3月21日，复名晋元路。
路南端即是曾经发生四行仓库保卫战的四行仓库。

## 交汇道路
- 光复路
- 国庆路
- 曲阜西路
- 蒙古路
- 海宁路
- 天目中路